# Cure (film, 2011)
Pour les articles homonymes, voir Cure.
Pour plus de détails, voir Fiche technique et Distribution.
Cure est un film hongkongais réalisé par Bill Yip, sorti en 2011.

## Synopsis
Nos protagonistes sont deux artistes qui entreprennent ensemble dans un voyage.

## Fiche technique
- Titre : Cure
- Réalisation : Bill Yip
- Société de production : Ox Workshop Hong Kong Ltd.
- Pays :  Hong Kong
- Genre : Drame
- Durée : 93 minutes
- Dates de sortie : 
  -  Hong Kong : 14 juillet 2011

## Distribution
- Eric Chiu : Eric
- Siriwan Khankham : Poo
- Makara Supinacharoen : New
- Jirarat Teachasriprasert : Sarah